# Amanda Rodewald
Amanda Dumin Rodewald (geborene Amanda Marie Dumin; * August 1970) ist eine US-amerikanische Ökologin und Naturschutzbiologin.

## Leben
Rodewald ist die Tochter von Francis Paul Dumin und Annette LeClair. Ihr Vater, der 2005 im Alter von 57 Jahren starb, war Musiker. 1992 erlangte Rodewald den Bachelor of Science an der University of Montana – Missoula. 1995 graduierte sie zum Master of Science in Zoologie an der University of Arkansas, Fayetteville. Ab 1996 absolvierte sie ein Doktoratsstudium an der Pennsylvania State University, wo sie im Jahr 2000 unter der Leitung von Richard H. Yahner mit der Dissertation The influence of landscape composition on forest bird communities in Ökologie zum Ph.D. promoviert wurde. Von August 2000 bis Januar 2013 war sie Professorin an der Ohio State University in Columbus. Seit Januar 2013 ist sie Professorin am Garvin-Lehrstuhl der Cornell University sowie Direktorin des Labors für Ornithologie am Center for Avian Population Studies.
Rodewalds interdisziplinäre Forschung integriert Populations-, Gemeinschafts- und Landschaftsökologie mit Naturschutzbiologie und Nachhaltigkeitswissenschaft und nutzt Gemeinschaftswissenschaft, Big Data und Computermodellierung für ihre Naturschutzarbeit in gemäßigten und tropischen Landschaften. Daneben umfasst sie eine Vielzahl von Disziplinen im Bereich der Vogelökologie und des Vogelschutzes, vom Kaffeeanbau und forstwirtschaftlichen genutzten Flächen in den nördlichen Anden bis hin zu bewirtschafteten Landschaften und Schnittstellen zwischen Stadt und Land in ganz Nordamerika.
Rodewalds Projekte konzentrieren sich auf die Reaktionen von Tierpopulationen und ökologischen Gemeinschaften auf Veränderungen in der Landnutzung, beim Klima, sowie bei invasiven Arten, auf soziale und ökologische Dynamiken in Städten, Arbeitslandschaften und Biodiversitäts-Hotspots, auf die nachhaltige Bewirtschaftung von Wäldern und landwirtschaftlichen Betrieben in gemäßigten und tropischen Breiten, auf die Naturschutzplanung und -priorisierung sowie auf innovative Finanzmittel und Anreize zur Förderung des Naturschutzes und zur Bekämpfung der Armut.
An der Cornell University ist Rodewald auch Mitglied des Fakultätsbeirats des Cornell Atkinson Center for Sustainability. Sie sitzt im wissenschaftlichen Beirat der US-Umweltschutzbehörde sowie in mehreren anderen Beratungsgremien und war gewähltes Mitglied des Fakultätssenats der Ohio State University.
Seit dem Jahr 2000 erhielt Rodewald mehr als 9 Millionen Dollar an Forschungsgeldern, sie veröffentlichte über 170 wissenschaftliche Arbeiten, ein Ornithologie-Lehrbuch, 10 Buchkapitel und hat über 60 populärwissenschaftliche Artikel und Kommentare veröffentlicht, darunter Beiträge für die Online-Zeitung The Hill.
Rodewald ist Mitglied der American Association for the Advancement of Science (AAAS) und der American Ornithological Society, von der sie im Jahr 2022 mit der William-Brewster-Medaille ausgezeichnet wurde.

## Privates
Rodewald ist mit dem Ornithologen Paul G. Rodewald verheiratet, einem Professor an der Cornell University und einer der leitenden Redakteure der Online-Datenbank Birds of the World. Das Paar hat eine Tochter und einen Sohn.